# 带猎蛛
带猎蛛（学名：Evarcha fasciata）为跳蛛科猎蛛属的动物。分布于南朝鲜以及中国大陆的湖南、湖北、福建等地。该物种的模式产地在南朝鲜。